# 中島飛行機

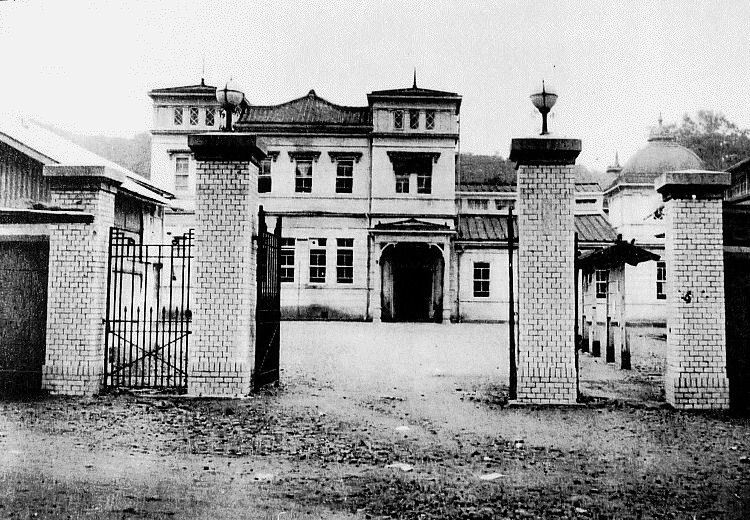
大正時代の中島飛行機製作所本社

中島飛行機株式会社（なかじまひこうき）は、1917年（大正6年）から1945年（昭和20年）まで存在した日本の航空機・航空エンジンメーカー。通称は中島（なかじま）。創業者は中島知久平。
エンジンや機体の開発を独自に行う能力と、自社での一貫生産を可能とする高い技術力を備え、第二次世界大戦終戦までは東洋最大、世界有数の航空機メーカーであり、日本軍向けに多くの軍用機を開発・製造した。
戦後は富士産業と改称し、1950年には12社に分割（解体）されたが、うち5社出資による新会社・富士重工業（現在のSUBARU）が1953年に発足。また、分割企業のひとつ・富士精密工業は立川飛行機より分離・独立した東京電気自動車（のちプリンス自動車工業）を1954年に吸収合併したが、1966年に日産自動車に吸収合併されている。

## 概要

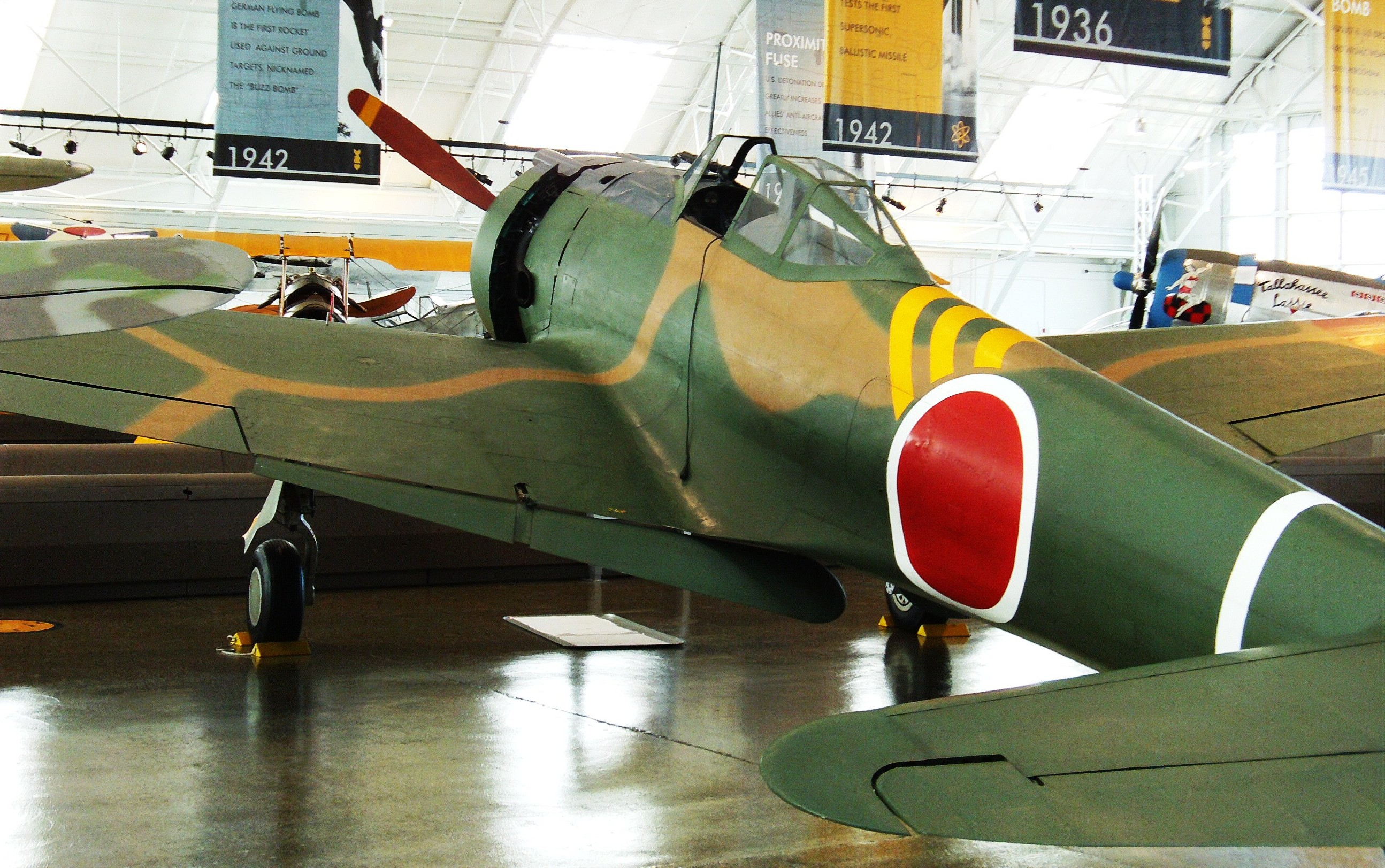
元飛行第11戦隊の一式戦「隼」一型丙（キ43-I丙）

1917年（大正6年）5月、中島知久平（元海軍機関大尉）によって、中島の出生地である群馬県新田郡尾島町（現：太田市）に設けられた飛行機研究所が原点である。飛行機研究所は後に日本飛行機製作所と改称され、さらに中島飛行機製作所を経て、1931年（昭和6年）12月15日に中島飛行機株式会社となった。
1910年代の中島知久平は横須賀海軍工廠造兵部員として飛行機開発を担当しており、日本海軍式水上機、横廠式中島トラクター試作水上機、横廠式試作双発水上機、横廠式ホ号乙型試作水上機などの設計主務を行っていた航空機技術者であった。国産機開発にあたって中島は、官営ではなく民営の航空機メーカーが必須と思料し、その信念により海軍軍人としての道を辞して設立されたものが飛行機研究所、のちの中島飛行機である（#創業の辞）。
中島知久平は井上幾太郎陸軍少将（臨時軍用気球研究会委員経験者、のち陸軍航空部初代本部長）と懇意であり、1918年（大正7年）8月1日には帝国陸軍向けである中島初の国産航空機たる中島式一型1号機が完成。このうち2号機が数分間の初飛行を行うも安定性が悪く大破、また続く試作機も不具合が続出した。しかし1919年（大正8年）2月、中島式四型6号機が完全な飛行に成功、同年4月には陸軍から中島式四型（中島式五型）20機を受注。これは民間メーカーにとって日本初の航空機受注であり、晴れて中島（日本飛行機製作所）は航空機メーカーとして軌道に乗り、以後企業規模を拡大し日本最大の航空機・航空エンジンメーカーとなっていった。また、中島の成功をきっかけとして、三菱重工業、川崎航空機、立川飛行機、日立航空機、愛知航空機といった各航空機メーカー（航空機部門）の誕生が続くこととなる。
中島は陸海軍の軍需をメインに各種の軍用機を開発・生産した。主に技師長小山悌を設計主務者として開発。陸軍航空部隊の歴代主力戦闘機となった九一式戦闘機、九七式戦闘機、一式戦闘機「隼」、四式戦闘機「疾風」といった著名機で知られる。特に四式戦は「大東亜決戦機」と呼号され、「日本軍最優秀戦闘機」との評価もある。
また従来の日本軍戦闘機とは異なる、欧米的な要撃機の意欲作たる二式戦闘機「鍾馗」や、本格的な双発大型機である一〇〇式重爆撃機「呑龍」も送り出した。このほか試作や計画に終わったものの、エンジン六発の超大型重爆撃機「富嶽」、キ87 高高度戦闘機、キ201（ジェット戦闘爆撃機「火龍」）なども手がけている。
中島知久平は元海軍士官（予備役編入）であるが、民間航空機メーカーの設立や海軍休職・退職にあたって海軍上層部との間で確執があったこと、その一方で陸軍上層部からは理解が得られていたことから、当初の中島は陸軍機目線で航空機を開発していた。しかし中島式五型の成功以後は海軍からも受注して海軍機の開発・生産も行うようになり、三式艦上戦闘機、九〇式艦上戦闘機、九五式水上偵察機、九七式一号/三号艦上攻撃機、夜間戦闘機「月光」、艦上攻撃機「天山」、艦上偵察機「彩雲」など多くの海軍主力機を生み出した。なかでも特殊攻撃機「橘花」は日本初の国産ジェット機であった。
中島は機体のみならずエンジンメーカーとしても大手であり、九七戦に搭載された星形エンジン「寿（ハ1）」、一式戦「隼」や零式艦上戦闘機（三菱製）に搭載された「榮（ハ25）」、四式戦「疾風」や紫電改（川西製）に搭載された「誉（ハ45）」などを開発・生産している。
太平洋戦争（大東亜戦争）末期の米軍による日本本土空襲においては、航空機産業は主要攻撃目標とされた。中島飛行機も多くの工場が戦略爆撃で破壊され、さらに壊滅を免れるための疎開作業で生産は停滞した。現在の東京都武蔵野市にあった中島飛行機武蔵製作所は「ターゲットNo.357」という符号がつけられ、B-29からの高高度爆撃に加えて、5回目の空襲となった1945年2月15日には、バンカーヒルなどアメリカ海軍空母機動部隊の艦載機により攻撃された。なお東伏見稲荷神社（西東京市）には、中島飛行機武蔵製作所で空襲により殉職した二百余名のための慰霊碑がある。
1945年（昭和20年）4月1日には第一軍需工廠となり、事実上の国営企業として敗戦を迎える（中島飛行機自体は営業休止しつつ存続）。敗戦までに中島は計29,925機の航空機を生産した。
戦後はGHQによって航空機の生産はもとより研究も禁止され、また軍需産業に進出できないよう12社に解体された。中島の後身である富士重工業（現社名・SUBARU）はかつての航空機技術者ともども自動車産業に進出（スバル）、さらに1950年代には念願の航空機産業に参入している（富士重工業#航空宇宙部門）。富士重工業はその創立を「1953年（昭和28年）7月15日」とする一方で、創業は「中島知久平」が「飛行機研究所」を設けた「1917年（大正6年）5月」としている。

### 創業の辞

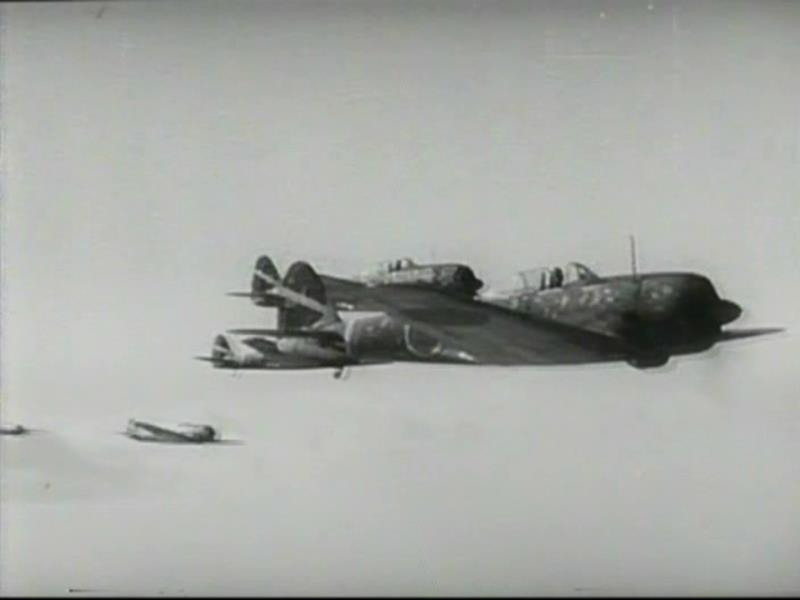
映画『加藤隼戦闘隊』にて、「矢印」の部隊マークを描き飛行第64戦隊機を「演じた」明野陸軍飛行学校の一式戦「隼」二型（キ43-II）たち。

中島は軍務を退き、飛行機報国を念じ「飛行機研究所」を創設するにあたって、以下の内容の手紙を関係者に送っている。
思うに日本の防衛はお金の掛からない新兵器を基礎とした戦い方を見つけてゆくしかない。戦艦一隻を建造するには莫大な費用がかかるけれども、飛行機なら戦艦一隻の費用で三千機が作れる。（これに魚雷を積めば）その力は戦艦よりも優れている。飛行機は1月で完成する。だから民間なら1年に12回計画を変更できる。しかし国営は1年単位の予算計画だから年1回だ。日本の飛行機工業は官営で民間企業中心の飛行機先進国の欧米と向い合っている。今、民営飛行機会社を作り官営中心の流れを変えなければ国家の運命はどうなるのだろう。—口語訳

### 沿革

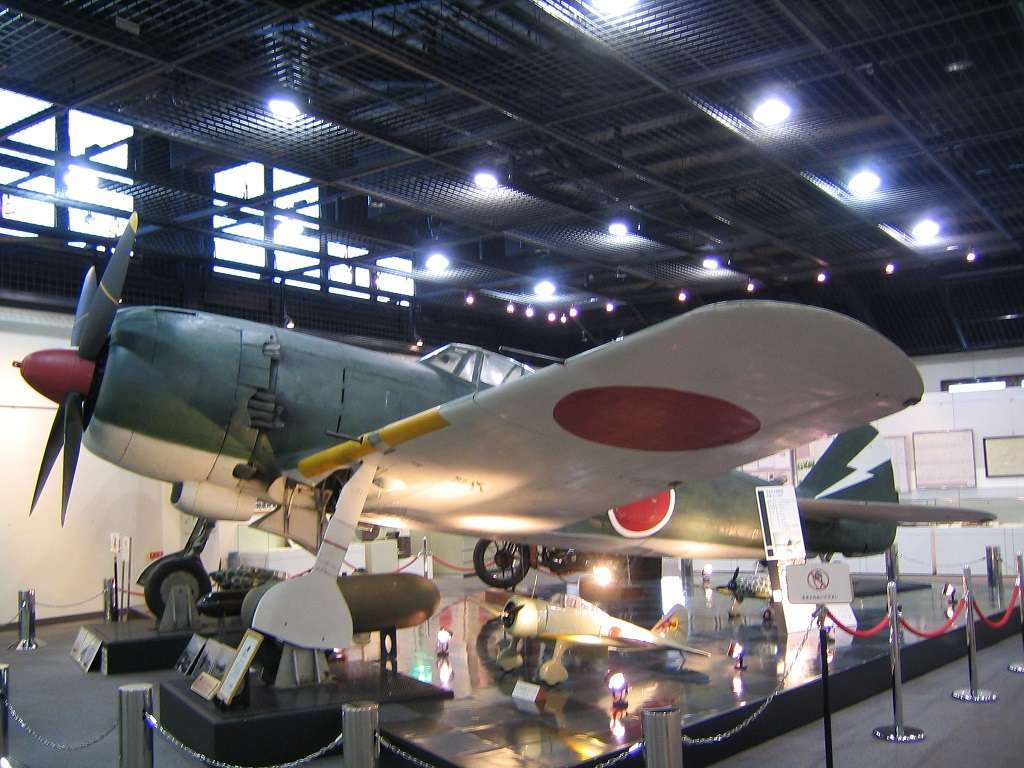
元飛行第11戦隊の四式戦「疾風」一型甲（キ84-I甲）

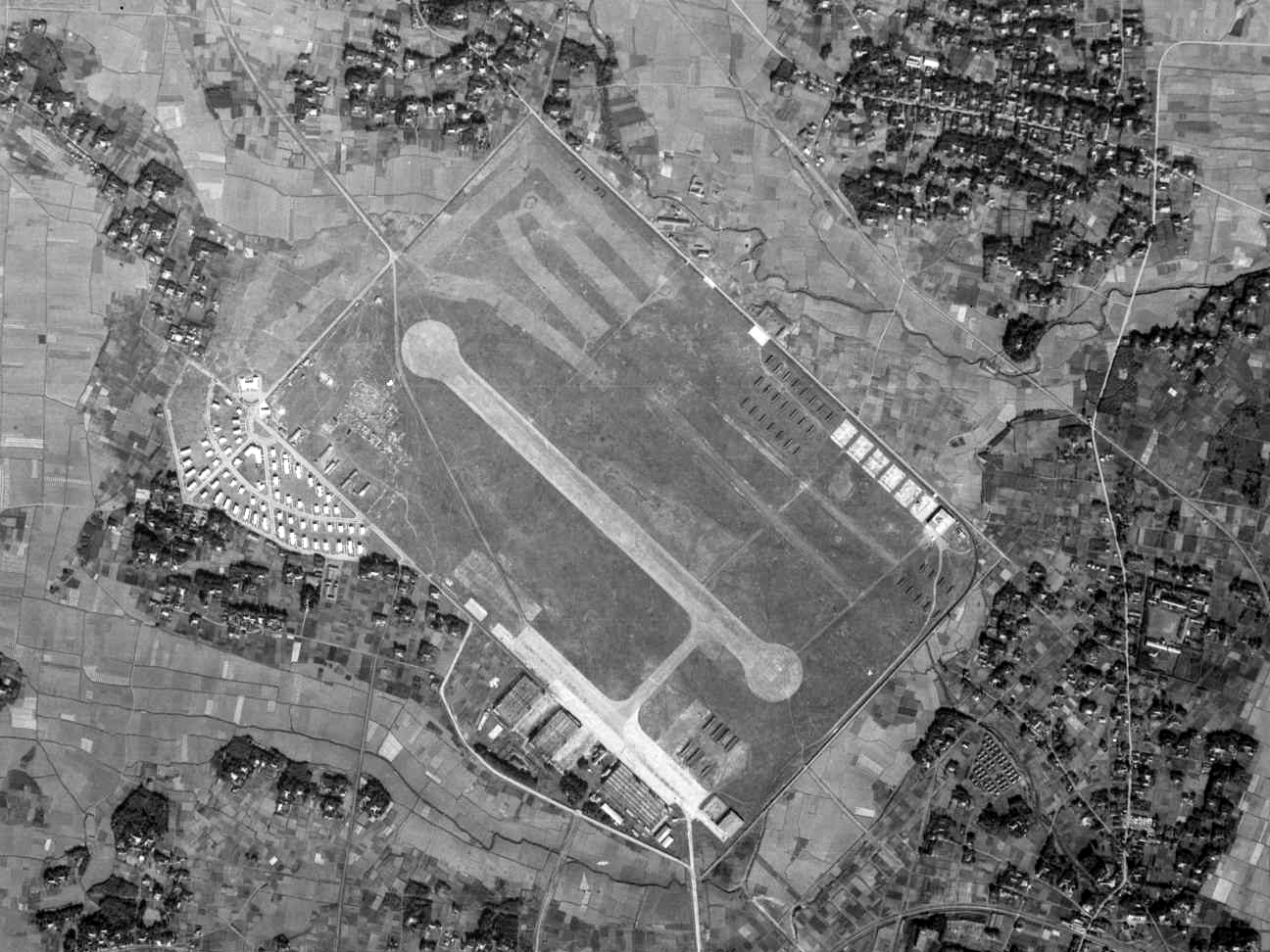
太田飛行場の空中写真（1947年）
SUBARU大泉工場の前身であり、中島飛行機専用の飛行場である。

- 1917年（大正6年）5月 - 海軍を休職中であった中島知久平が、群馬県新田郡尾島町の養蚕小屋に「飛行機研究所」を創業。
  - 12月21日 - 中島が海軍を正式に退官[注釈 3]、「飛行機研究所」を尾島町から新田郡太田町の旧博物館に移転。所長中島や炊事使用人を含めて僅か9名の研究所であった。
- 1918年（大正7年）5月 - 川西清兵衛が経営に参画、「日本飛行機製作所」に商号変更。
- 1919年（大正8年）4月 - 陸軍から20機を受注。
  - 11月 - 中島と川西がトラブル。川西は11月27日、中島に「30日までに所長辞退[注釈 4]か工場買取りか」を迫る。
  - 11月29日 - 新田銀行が10万円を融資し所長退任を免れる。
  - 11月30日 - 中島は川西の申し出通りに会社を買取り提携解消、川西は去る[注釈 5]。井上幾太郎陸軍少将の仲介で三井物産と提携。
  - 12月26日 -「中島飛行機製作所」に商号変更。
- 1920年（大正9年）4月 - 陸軍から70機、海軍から30機受注。
- 1925年（大正14年）11月 - 東京府豊多摩郡井荻町に東京工場完成。
- 1931年（昭和 6年）12月15日 - 「中島飛行機株式会社」（資本金600万円）と改称する。社長には次弟の中島喜代一、副社長には中島乙未平、取締役には中島門吉、玉置美之助、佐々木革次、中村祐真、浜田堆彦が就任。
- 1933年（昭和8年） 2月 - 増資により資本金900万円となる。
- 1934年（昭和9年） 4月 - 社章を制定する。
  - 11月1日 - 太田町に新しい機体組み立て工場・太田工場（現・SUBARU群馬製作所）が完成する。旧太田工場は「呑竜工場」と改称する。
  - 11月16日 - 昭和天皇が太田工場に行幸[3]。
- 1937年（昭和12年） - 九七式戦闘機が陸軍に制式採用。
  - 3月25日 - 増資により資本金2,000万円となる。
  - 7月1日 - 太田工場を太田製作所に、東京工場を東京製作所に改称。
- 1938年（昭和13年） 4月 - 主に陸軍向けのエンジン組み立て工場として東京府北多摩郡武蔵野町西窪に武蔵野製作所(現：NTT武蔵野開発センタ、都営武蔵野緑町二丁目アパート）を開設。
  - 6月 - 東京府北多摩郡田無町に田無鋳鍛工場を開設。
  - 11月2日 - 増資により資本金5,000万円となる。
- 1939年（昭和14年） 11月15日 - 田無鋳鍛工場を独立させて中島航空金属を設立。
- 1940年（昭和15年） 4月20日 - 海軍機専用組み立て工場として群馬県邑楽郡小泉町・大川村に小泉製作所（現：パナソニック東京製作所）を開設[注釈 6]。太田製作所は陸軍機専用組み立て工場となる。
- 1941年（昭和16年） - 一式戦闘機「隼」が陸軍に制式採用。
  - 2月 - 太田町・小泉町に太田飛行場（現：SUBARU大泉工場）が完成する。
  - 11月1日 - 海軍向けのエンジン組み立て工場として武蔵野製作所の西隣りに新たに壁を設けて多摩製作所（現・武蔵野中央公園）を開設。
- 1942年（昭和17年） - 興亜工業大学の実習教育を受け入れを始める。
- 1943年（昭和18年）11月1日 - 陸軍向けの武蔵野製作所と海軍向けの多摩製作所を合併して新たに武蔵製作所とし、旧武蔵野製作所を東工場、旧多摩製作所を西工場とする。
- 1944年（昭和19年）1月 - 陸軍機専用組み立て工場の宇都宮製作所を開設、制式採用された四式戦闘機「疾風」の生産を開始。
  - 4月 - 大型爆撃機「富嶽」の開発に着手、急ピッチで開発、研究を進める。
  - 初夏 - 東京府北多摩郡三鷹町に試作・研究施設の三鷹研究所（現：国際基督教大学）が完成する。
  - 12月 - 12月の集計で生産のピークを迎え全ての工場の集計で最高生産機数7,940機を記録。
- 1945年（昭和20年）4月1日 - 第一軍需工廠となり事実上国営化。中島飛行機は営業を休止しつつ存続。
  - 8月 - 富嶽設計放棄により一部（「剣」「橘花」）を除いて設計室を全て解散、設計技師も生産現場に就く。
  - 8月16日 - 敗戦により全工場返還を受け、社名を富士産業株式会社に改称、知久平取締役社長を辞任。8月22日乙末平が社長就任。
  - 11月6日 - 富士産業株式会社は財閥会社として解体を占領軍より命ぜられる。
- 1950年（昭和25年）5月 - 解散。

## 代表的な航空機

### 陸軍
戦闘機
- 甲式三型戦闘機（ニューポール 24C1のライセンス生産）
- 1923年（大正12年） - 甲式四型戦闘機（ニューポール・ドラージュ 29Cのライセンス生産）
- 1931年（昭和6年） - 九一式戦闘機
- 1937年（昭和12年） - 九七式戦闘機
- 1941年（昭和16年） - 一式戦闘機「隼」
- 1942年（昭和17年） - 二式戦闘機「鍾馗」
- 1943年（昭和18年） - 四式戦闘機「疾風」
- 1945年（昭和20年） - 高高度戦闘機キ87 ※試作のみ

このうち、一式戦「隼」は二型（キ43-II）の途中および全ての三型（キ43-III）の量産機が立川（立川飛行機）でライセンス生産されている。
戦闘爆撃機
- 1945年（昭和20年） - キ201「火龍」※試作のみ

爆撃機
- 1940年（昭和15年） - 一〇〇式重爆撃機「呑龍」

偵察機
- 1934年（昭和9年） - 九四式偵察機

輸送機
- 1936年（昭和11年） - 九七式輸送機

練習機
- 1918年（大正7年） - 中島式一型
- 1919年（大正8年） - 中島式三型
- 1919年（大正8年） - 中島式四型
- 1919年（大正8年） - 中島式五型
- 甲式二型練習機（ニューポール 83E2のライセンス生産）

特殊攻撃機
- 1945年（昭和20年） - キ115「剣」※試作のみ

### 海軍
戦闘機
- 1928年（昭和3年） - 三式艦上戦闘機
- 1930年（昭和5年） - 九〇式艦上戦闘機
- 1936年（昭和11年） - 九五式艦上戦闘機
- 1942年（昭和17年） - 二式水上戦闘機／二式陸上偵察機
- 1943年（昭和18年） - 夜間戦闘機「月光」／十八試局地戦闘機（「天雷」、※試作のみ）

そのほか、三菱の設計である九六式陸上攻撃機と零式艦上戦闘機（零戦）のライセンス生産も行っており、零戦の生産数はその総生産量の約2/3に及び、設計元の三菱を上回る。
攻撃機
- 1937年（昭和12年） - 九七式艦上攻撃機
- 1938年（昭和13年） - 十三試陸上攻撃機「深山」※試作のみ
- 1943年（昭和18年） - 艦上攻撃機「天山」
- 1943年（昭和18年） - 十八試陸上攻撃機「連山」※試作のみ

偵察機
- 1936年（昭和11年） - 九五式水上偵察機
- 1944年（昭和19年） - 艦上偵察機「彩雲」

輸送機
- 1940年（昭和15年） - 零式輸送機（ダグラス DC-3）※昭和飛行機との並行生産

特殊攻撃機
- 1945年（昭和20年） - 特殊攻撃機「橘花」※試作のみ

### 陸海軍
- 「富嶽」（計画）

### 民間向け
旅客機
- 1936年（昭和11年） - AT-2

郵便機
- 1933年（昭和8年） - P-1

## 代表的な航空エンジン
- 寿： 空冷式星型9気筒、陸軍名称：ハ1
- NAL系：空冷式二重星型14気筒、陸軍名称：ハ5／ハ41／ハ109、統一名称：ハ34／ハ34
- 栄： 空冷式二重星型14気筒、陸軍名称：ハ25／ハ115、統一名称：ハ35
- 誉： 空冷式二重星型18気筒、統一名称：ハ45

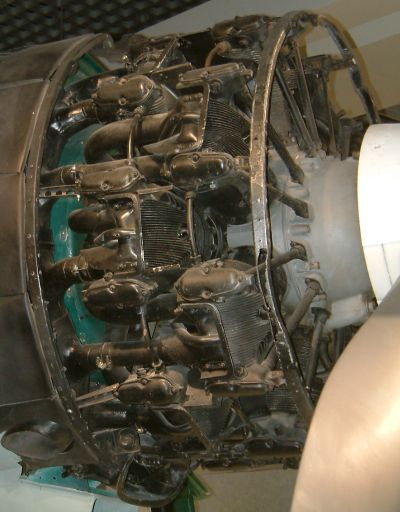
栄：空冷二重星型14気筒
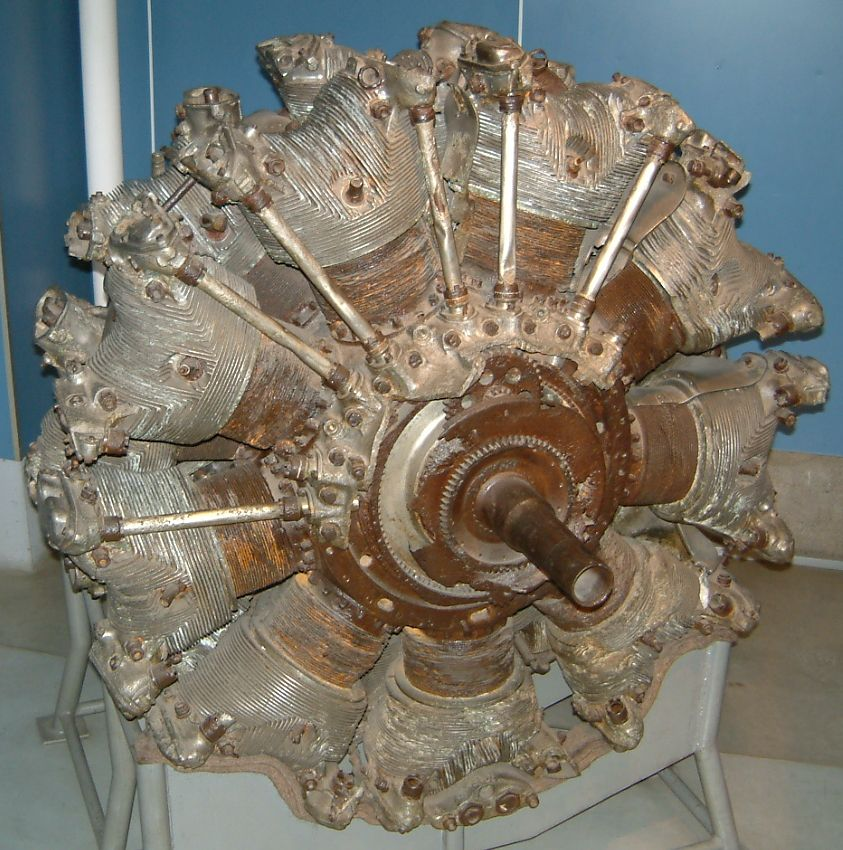
誉：空冷二重星型18気筒

## 解体後12社の沿革
中島飛行機から解体された会社は、多くが現在でも存続しており、以下に挙げる。
- SUBARU （旧・富士重工業）
以下の会社が共同で設立し、後に合併して出来た。
  - 東京富士産業（本社→）
  - 富士工業（中島飛行機太田製作所と武蔵野製作所→）
  - 富士自動車工業（中島飛行機伊勢崎製作所→）
  - 大宮冨士工業（中島飛行機大宮製作所→）
  - 宇都宮車両（中島飛行機宇都宮製作所→）
- THKリズム（中島飛行機浜松製作所→富士精密工業→プリンス自動車工業→分離独立・リズムフレンド製造→リズム自動車部品製造→リズム→THKリズム、THK子会社）
- 富士機械（中島飛行機前橋工場→富士機器→富士機械、富士重工子会社）
- 輸送機工業（中島飛行機半田製作所→愛知富士産業→輸送機工業、富士重工子会社）
- GKNドライブライントルクテクノロジー（中島飛行機栃木工場→栃木富士産業→GKNドライブライントルクテクノロジー、日産関連会社→GKN日本法人）
- イワフジ工業（中島飛行機黒沢尻工場→岩手富士産業→イワフジ工業、新明和工業子会社）

最終的に日産自動車へ吸収された富士精密工業（中島飛行機東京工場→富士精密工業→（旧立川飛行機出身者によるプリンス自動車工業と合併）→プリンス自動車工業→吸収合併・日産自動車）は存続会社が日産自動車であるので、法律的には消滅している。また、2013年にマキタに吸収合併されたマキタ沼津（中島飛行機三島製作所→富士機械工業→富士発動機→富士ロビン→マキタ沼津）も存続会社がマキタであるため法律的には消滅している。
富士重工業は、1966年（昭和41年）に東邦化学株式会社と合併し、存続会社を東邦化学株式会社とした。この存続会社の東邦化学株式会社は1965年に商号を富士重工業株式会社と改めた上で合併しているため、一貫して継続した同一名称ではあるが、法律的には従来の富士重工業は1965年に一旦消滅している。これは株式額面金額変更が目的の事務的なものである。

### 自動車開発
戦後の日本で自動車製造に挑戦したメーカーは多くあったが、戦前からの自動車メーカーであったトヨタ自動車や日産自動車でさえも独自開発が難しく、海外メーカーの模倣やライセンス生産で凌ぎ、軍需産業の中心だった旧三菱重工業の分社（＝三菱自動車工業の前身）ですら技術提携による外国車のノックダウン生産をしていた。その時代において、中島飛行機を前身ないし源流とする富士重工業とプリンス自動車工業の2社のみが技術提携に頼らず自力開発を行う素地を有していた。
とは言え、富士精密工業がたま自動車=プリンス自動車工業の発注で最初に設計・製造した自動車用エンジンも、最初から飛行機時代の技術を駆使してスムーズに設計出来たわけではなく、富士精密とたま両社の社主となった石橋正二郎が所有するフランス製プジョー・202のエンジンをスケールアップしたものであった。排気量が大きくなるなど、プジョーのエンジンの完全なコピーにはならなかったものの、中島飛行機出身で富士精密専務の新山春雄は、「各部分の設計には意味があるのだから、模倣するならば、色気を出して余計な手を加えず、徹底的に模倣しろ」と指示していたほどであった。このエンジンFG4A型は、1952年（昭和27年）発表のプリンス・セダンに最初に使われ、逐次改良されつつ、日産との合併後の1968年（昭和43年）まで、スカイライン等のプリンス系車両に使用された。また、同じく中島飛行機系である富士重工最初の試作乗用車スバル1500に当初使われたエンジンは、まさにこの富士精密製のエンジンFG4A型であった（但し、このエンジン供給はたまの知るところとなって問題化し、富士重工は自社製エンジンに切り換える事となった。富士精密は、旧立川飛行機系のたまよりも、同じ中島系の富士重工に親しみを感じていたとの事である）。

### 航空宇宙・ロケット開発
中島飛行機は終戦直前にはドイツからの技術情報等に基づき、ジェットエンジンやロケットエンジンの独自開発にも着手していた。しかし、これらの資料は終戦時に焼却され一時途絶えた。技術力は富士重工と富士精密工業などと後のプリンスに継承されたが、日本国政府は、経営破綻が時間の問題であったプリンスにロケット開発を担わせることに危機感を抱き、トヨタにプリンスを吸収合併させるべく画策した。しかし、トヨタは自動車製造に専念したいという理由（政府のヒモ付きとなることを懸念した）からこの話は破談となり、当時、業界2位であった日産が引き受けることになり、日本の宇宙ロケット技術の途絶という、最悪の事態は回避された。
実際のロケット開発として、糸川英夫博士による国産初のロケット「ペンシルロケット」を東京大学生産技術研究所AVSA班共に開発した。また、その後、石川島播磨重工業（現：IHI）に吸収されるまで東京都荻窪に有った荻窪事業所（製造）、埼玉県川越市（燃焼実験）で自衛隊のミサイル及び宇宙開発事業団（NASDA、現在の宇宙航空研究開発機構（JAXA））のロケット開発製造を行う。開発した事例としては、H-IIAロケットの固体燃料ブースター、衛星制御システム(液体燃料による姿勢制御)の他、固体燃料ロケットミューシリーズでは主体で開発を行った。
その後、日産とフランス企業ルノーとの提携に前後して宇宙開発部門は分離され、IHI傘下となってアイ・エイチ・アイ・エアロスペースが誕生した。ロケットエンジンの開発メーカーは世界でも少数に限られ、日本の国策にもかかわるため、ルノーの資本参入が決定される際に水面下で様々な駆け引きがあったと言われている。

### 富士重工業
富士重工業は元々、中島飛行機出身の有志が、国産航空機開発の再開を目指して設立した会社であり、戦後の航空機生産解禁後は、航空機分野への参入に挑戦している。

### 年譜
- 1945年（昭和20年）8月17日 - 中島飛行機株式会社が富士産業株式会社と改称
- 1948年（昭和23年）7月2日 - 富士産業株式会社の業務課を独立させて東京富士産業株式会社設立
- 1950年（昭和25年） - 富士産業株式会社を既存の東京富士産業株式会社を加えた12社に解体
  - 7月12日 - 富士自動車工業株式会社（小泉）設立
  - 7月13日 - 富士工業株式会社（三鷹、太田）設立、富士精密工業株式会社（荻窪、浜松）設立
  - 7月15日 - 愛知富士産業株式会社（半田）設立
  - 7月18日 - 富士機器株式会社（前橋、大谷）設立
  - 7月20日 - 宇都宮車輌株式会社（宇都宮）設立
  - 7月24日 - 富士機械工業株式会社（沼津）設立
  - 8月1日 - 岩手富士産業株式会社（岩手、水澤、木崎）設立、田沼木材工業株式会社（田沼）設立
  - 8月4日 - 株式会社富田機器製作所（四日市）設立
  - 8月7日 - 大宮富士工業株式会社（大宮）設立
- 1953年（昭和28年）7月15日 - 12社のうち5社（東京富士産業・富士自動車工業・富士工業・宇都宮車輌・大宮富士工業）の出資により富士重工業株式会社設立
- 1954年（昭和29年）4月10日 - 富士精密工業株式会社がプリンス自動車工業株式会社を吸収合併
- 1955年（昭和30年）4月1日 - 富士重工業株式会社が5社を吸収合併
- 1961年（昭和36年）2月27日 - 富士精密工業株式会社がプリンス自動車工業株式会社と改称
- 1966年（昭和41年）8月1日 - 日産自動車株式会社がプリンス自動車工業株式会社を吸収合併
- 2017年（平成29年）4月1日 - 富士重工業株式会社が株式会社SUBARUと改称

## 本社
1934年太田新工場→1938年有楽館ビル（経理部明治生命・監査部市政会館）→1943年明治生命→1944年前田邸→1945年9月興銀

## 製作所・工場・研究所などのその後
- 太田製作所→米軍→1960年富士重工
- 小泉製作所→米軍→1959年東京三洋電機→三洋電機東京製作所（本館は建替）→パナソニック東京製作所
- 宇都宮製作所→富士重工航空機拠点（飛行場を擁すため）
- 半田製作所→輸送機工業
- 武蔵製作所→1954年米軍将校用住宅（下士官多数。工場を改修し利用。1976年全面解体）→1977年市民に開放→1989年武蔵野中央公園／1950年電気通信研究所→NTT武蔵野研究開発センタ（2号館3号館は2001年解体）／1947年武蔵野文化都市建設→1951年武蔵野グリーンパーク野球場→1958年公団住宅　1950年都営住宅／1954年アメリカンスクール→1980年武蔵野市役所／1954年米軍消防署→武蔵野東小学校／1978年東京都立武蔵野北高等学校
- 大宮製作所→富士重工業大宮製作所→2004年ステラタウン
- 浜松製作所→THKリズム
- 大谷製作所 - 地下採石場跡
- 三鷹研究所→1953年国際基督教大学　富士重工業エンジン工場　1980年国際基督教大学の一部を野川公園として開放　東京神学大学　ルーテル学院大学　中近東文化センター　1963年AS　1978年国際基督教大学高等学校
- 東京製作所→富士精密→プリンス自動車工業→日産自動車→桃井原っぱ公園ほか
- 三島製作所→国立遺伝学研究所
- 呑龍工場→富士重工北工場
- 足利工場→東京繊維→ダイナムヤオコー
- 桐生工場 - 日本織物→富士紡績桐生工場→中島→富士紡績[注釈 7]→1954年市が買収→1957年桐生厚生総合病院　1958年桐生市産業文化会館→桐生市市民文化会館　地場産業振興センター　1965年桐生市役所　1951年桐生市立昭和中学校→桐生市立中央中学校
- 亀岡工場→尾島公園など
- 田沼木工場
- 伊勢崎工場→伊勢崎ショッピングモール
- 前橋第1工場→ダイハツ車体旧本社工場→けやきウォーク
- 前橋第2工場→富士機械など
- 大間々工場
- 生品工場
- 堤岡工場→農地
- 須賀川工場
- 館林工場 - 上毛モスリン→1943年中島→米軍→1947年神戸生絲→神戸電子→館林市役所　向井千秋記念子ども科学館　市役所東広場
- 吾妻工場
- 伊勢崎第1工場→富士重工業伊勢崎製作所→桐生工業
- 伊勢崎第2工場→富士重工業伊勢崎製作所→桐生工業
- 深谷工場
- 境工場
- 佐野第1工場
- 尾島工場→三菱電機
- 郡山工場 - 小泉製作所が疎開→パラマウント硝子工業
- 若栗工場 - 小泉製作所が疎開→三菱化学筑波研究所　フタムラ化学
- 静和工場 - 小泉製作所が疎開
- 一宮工場 - 小泉製作所が疎開
- 山方工場 - 東洋紡績知多工場→1944年中島→　公会堂→半田市役所　消防署　半田勤労福祉会館　中部電力　旧半田市立半田病院（病院施設は知多半島総合医療センターとして移転済み）
- 葭野工場→山田紡績→カーマ
- 内山工場→山田紡績
- 半田製作所衣料食料倉庫 - 丸三麦酒（カブトビール）→大日本麦酒→中島→日本食品化工→半田赤レンガ建物
- 岡田第1工場 - 中七木綿→中島
- 緒川工場 - 岡戸織布→中島
- 大府工場
- 豊橋工場
- 岡崎工場
- 植大工場→都築紡績
- 熱田工場
- 大聖寺工場
- 粟津工場
- 遊泉寺工場
- 小松工場
- 城山工場
- 発動機試運転工場→日鉱不動産[6]　電映スタジオ（日鉱を一部買収）
- 四日市第1工場→平田紡績の製網工場を中島飛行機が借り受ける⇒昭和20年の終戦後に平田紡績に中島飛行機四日市工場を返還する。
- 松坂工場
- 浅川工場 - 武蔵製作所が疎開
- 境工場 - 武蔵製作所が疎開
- 国分寺工場 - 武蔵製作所が疎開
- 日吉工場 - 武蔵製作所が疎開
- 調質工場 - 武蔵製作所内か近辺
- 福島工場 - 武蔵製作所が疎開
- 東北工場
- 名称不明工場 - 東京飛行機製作所→倉敷紡績が株式取得→倉敷飛行機→1945年3月中島が買収→米軍→航空宇宙技術研究所分室→JAXA調布航空宇宙研究センター飛行場分室
- 新居工場 - 浜名紡績→呉羽紡績→中島→新日本紡績→1970年カネボウ→住宅地
- 宮竹工場 - 東洋棉花→中島
- 鷲津工場
- 藤枝工場
- 大井工場
- 深川製材工場
- 横須賀出張所
- 品川出張所→日産SP
- 大阪出張所
- 田町出張所
- 東北出張所
- 東京出張所
- 中島倶楽部→米軍（米兵の失火で焼失）→公民館→太田市社会教育総合センター
- 東山球場→米軍→太田市東山球場
- 八幡広場[注釈 8]（総合集会場）→市に物納→八幡プール　太田市営八幡テニスコート　西約半分は住宅に
- 太田製作所赤城道場
- 小泉製作所産報会館→大泉保育福祉専門学校　聖クララ幼稚園
- 小泉製作所競技場・弓道場・武道場・野球場→米軍→三洋電機総合運動場（三洋電機総合グランド・関東体育館・群馬トレーニングセンター）→宅地化
- 武蔵製作所陸上競技場・社員クラブ→武蔵野陸上競技場　武蔵野総合体育館
- 武蔵製作所プール→武蔵野市営プール
- 武蔵製作所庭球場・クラブハウス→小学校他
- 太田病院→八幡寮に移転（総合太田病院）
- 東京病院→荻窪病院
- 太田製作所付属青年学校・航空技術学校→太田市立北中学校　富士重工モータープール・東長岡寮（戦後）
- 小泉製作所付属青年学校・高等航空学院→拓殖短期大学→大泉町役場
- 東京製作所付属青年学校
- 武蔵製作所付属第1青年学校→慶應義塾大学医学部武蔵野分校→1953年武蔵野市立第四中学校
- 田無付属青年学校→　明治薬科大学→マンション　山一證券グラウンド→谷戸第二小学校
- 半田製作所付属青年学校
- 尾島飛行場
- 太田飛行場→米軍→ゴルフ場（1987年まで）[注釈 9]→1972年太田市運動公園 1981年富士重工業大泉工場
- 大井飛行場（水上）
- 宇都宮製作所飛行場→1958年航空自衛隊（1963年撤収）　1962年陸上自衛隊駐屯地　1963年海上自衛隊（1973年撤収）　栃木県総合運動公園の一部
- 半田飛行場→ミツカン中埜酒造倉庫・分譲住宅・田圃　拡張予定地は工業団地に
- 生品飛行場→開拓
- 金属工場(可美村東若林)→可美中学校へ払下げ

## グループ会社
多くの中小企業を合併、子会社化、出資していった。その数は諸説ある。

## スポーツ活動
- 太田雄飛倶楽部 - 太田製作所の野球チーム。1931年に創部、都市対抗野球大会に4回出場。1953年に富士重工業硬式野球部となる。2017年SUBARU硬式野球部に改名。

## ギャラリー

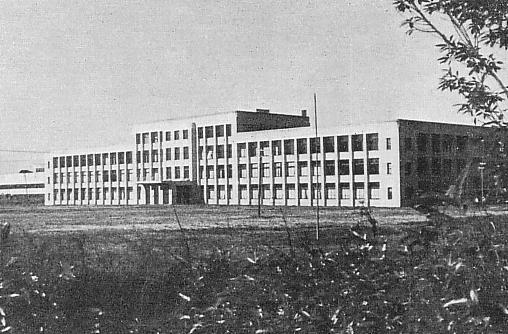
三鷹研究所本館 写真は1950年、国際基督教大学本館として使用されていた頃のもの。
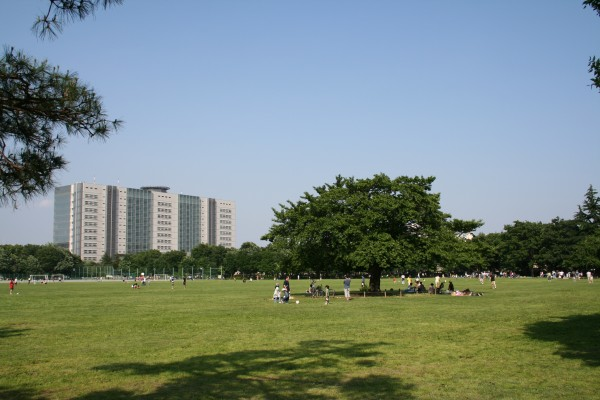
武蔵野中央公園。武蔵製作所跡地の一部。
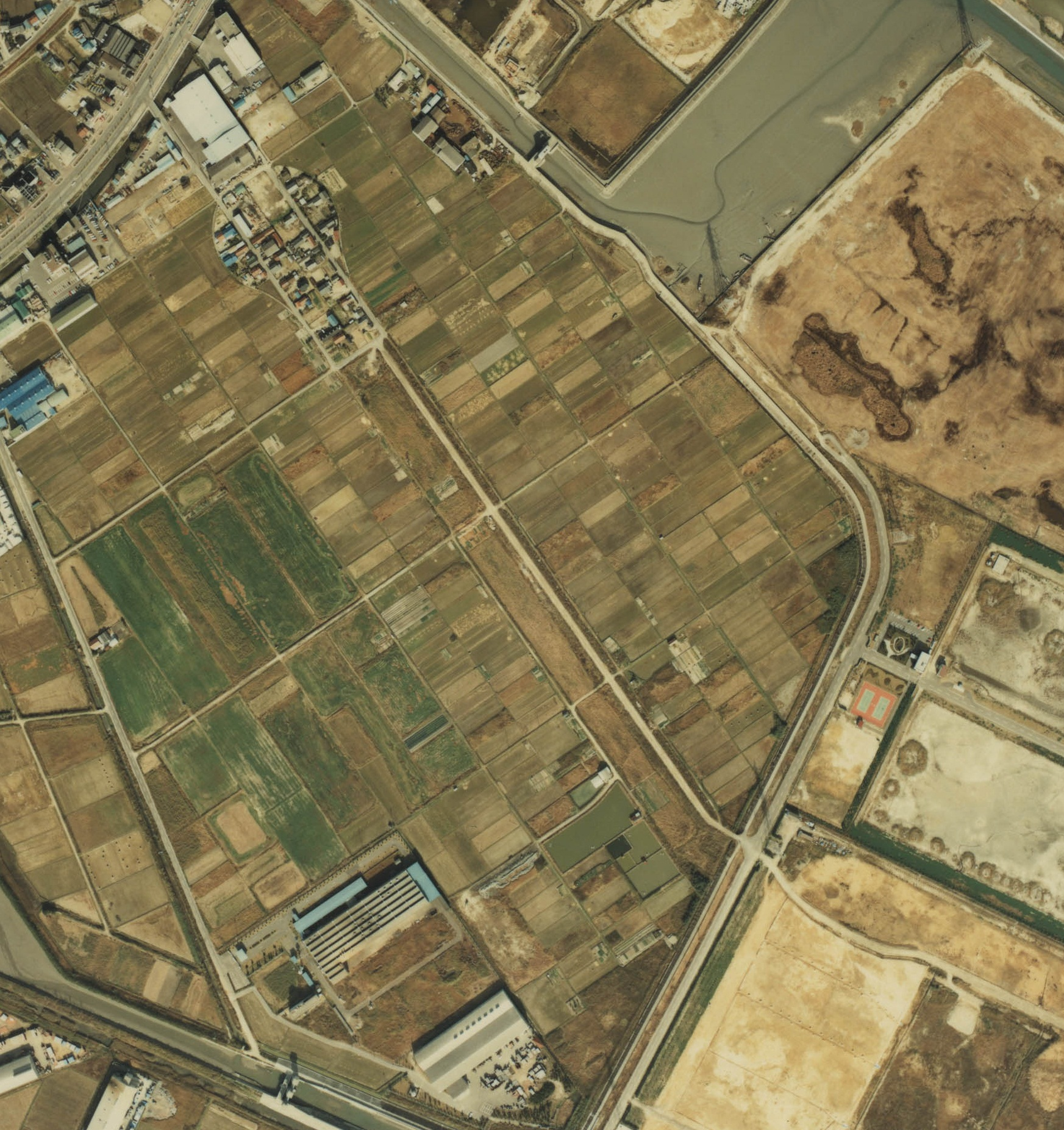
半田飛行場跡地。2本目の滑走路は完成せず。
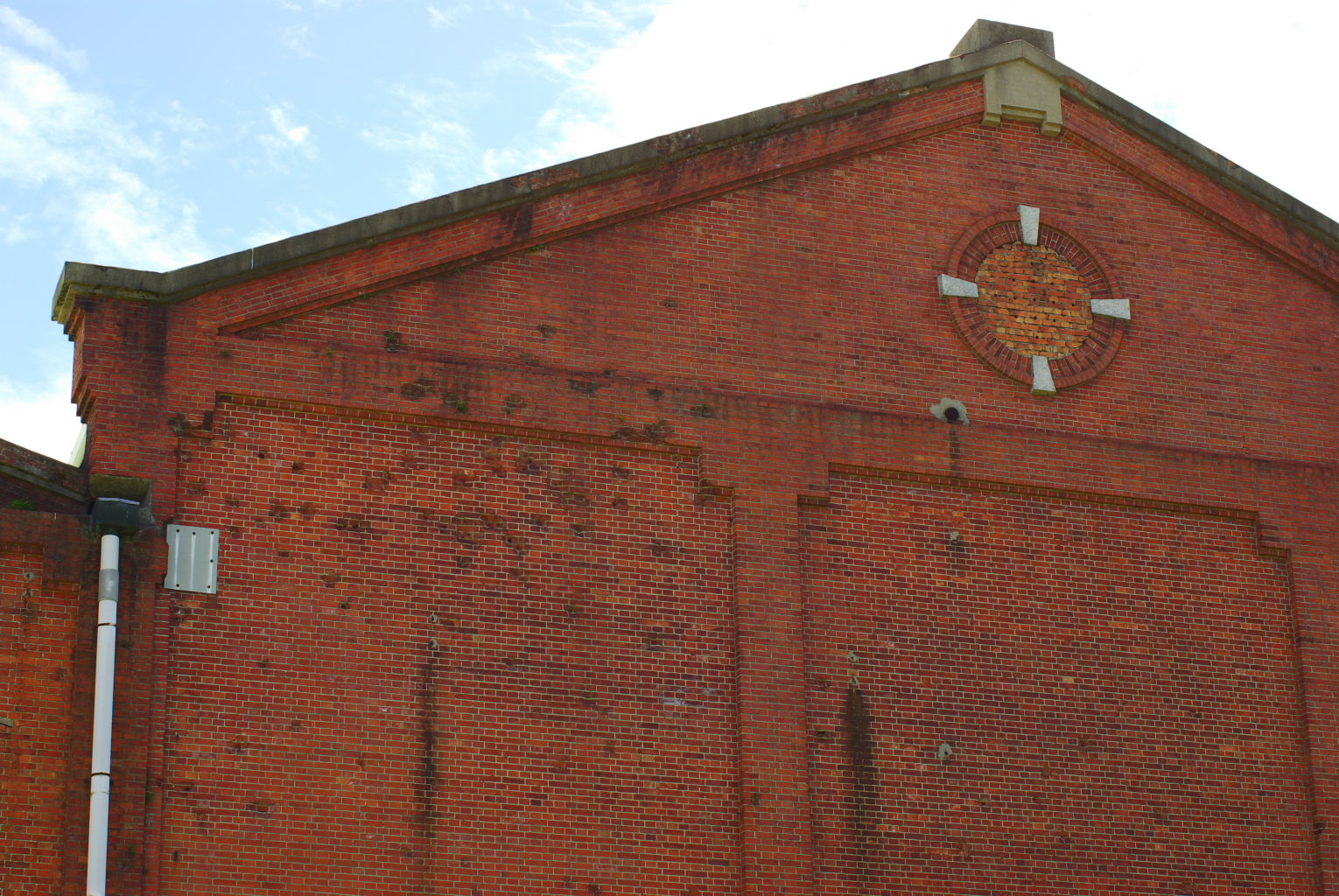
7・15空襲による半田製作所衣糧倉庫（現在の半田赤レンガ建物）の建物北面に残る機銃掃射痕。（写真左部分）